# Orthonama costovata
Orthonama costovata là một loài bướm đêm trong họ Geometridae.